# Galerie Véro-Dodat
La galerie Véro-Dodat est un passage couvert parisien ouvert en 1826 dans le 1er arrondissement, entre l'actuelle rue Jean-Jacques-Rousseau (alors rue de Grenelle-Saint-Honoré) et la rue du Bouloi. Elle fait l’objet d’une inscription au titre des monuments historiques depuis le 9 juin 1965.

## Situation et accès
Orientée globalement est-ouest, la galerie Vero-Dodat est parallèle à la rue du Pélican (au sud) et à la rue du Colonel-Driant (au nord). Elle débute 19, rue Jean-Jacques-Rousseau et se termine 2, rue du Bouloi, à proximité de l'intersection de celle-ci avec la rue Croix-des-Petits-Champs et la rue Montesquieu. La place du Lieutenant-Henri-Karcher qui longe le bord opposé de la rue du Bouloi recouvre l'emplacement de l'ancienne croix de carrefour connue sous le nom de « croix des Petits-Champs » (XVe siècle, disparue).
Ce site est desservi par la station de métro Palais Royal - Musée du Louvre.

## Origine du nom
La galerie porte les patronymes de Benoît Véro et de François Dodat, deux charcutiers enrichis (le premier rue Montesquieu, le second rue du faubourg Saint-Denis), devenus promoteurs et associés pour l'ouverture de ce passage.

## Description
La galerie Vero-Dodat est constituée en copropriété. Ses différentes parties sont numérotés de 1 à 38. 
L'accès se fait, à chaque extrémité, sous un arc en plein cintre flanqué de pilastres ioniques, le tout couronné d'un balcon. Chacune de ces deux entrées est équipée de grilles pour la fermeture. Dans la façade donnant sur la rue du Bouloi deux statues en pied posées dans des niches représentent l'une Hermès, dieu des commerçants, avec son casque ailé et un caducée à la main, l'autre le Satyre au repos d'après Praxitèle.
L'intérieur est aménagé de façon à donner une illusion de profondeur par la trame diagonale du carrelage noir et blanc, par la faible hauteur du plafond orné de peintures de paysages là où il n'est pas vitré et par l'alignement des boutiques sur un strict plan horizontal.

## Historique

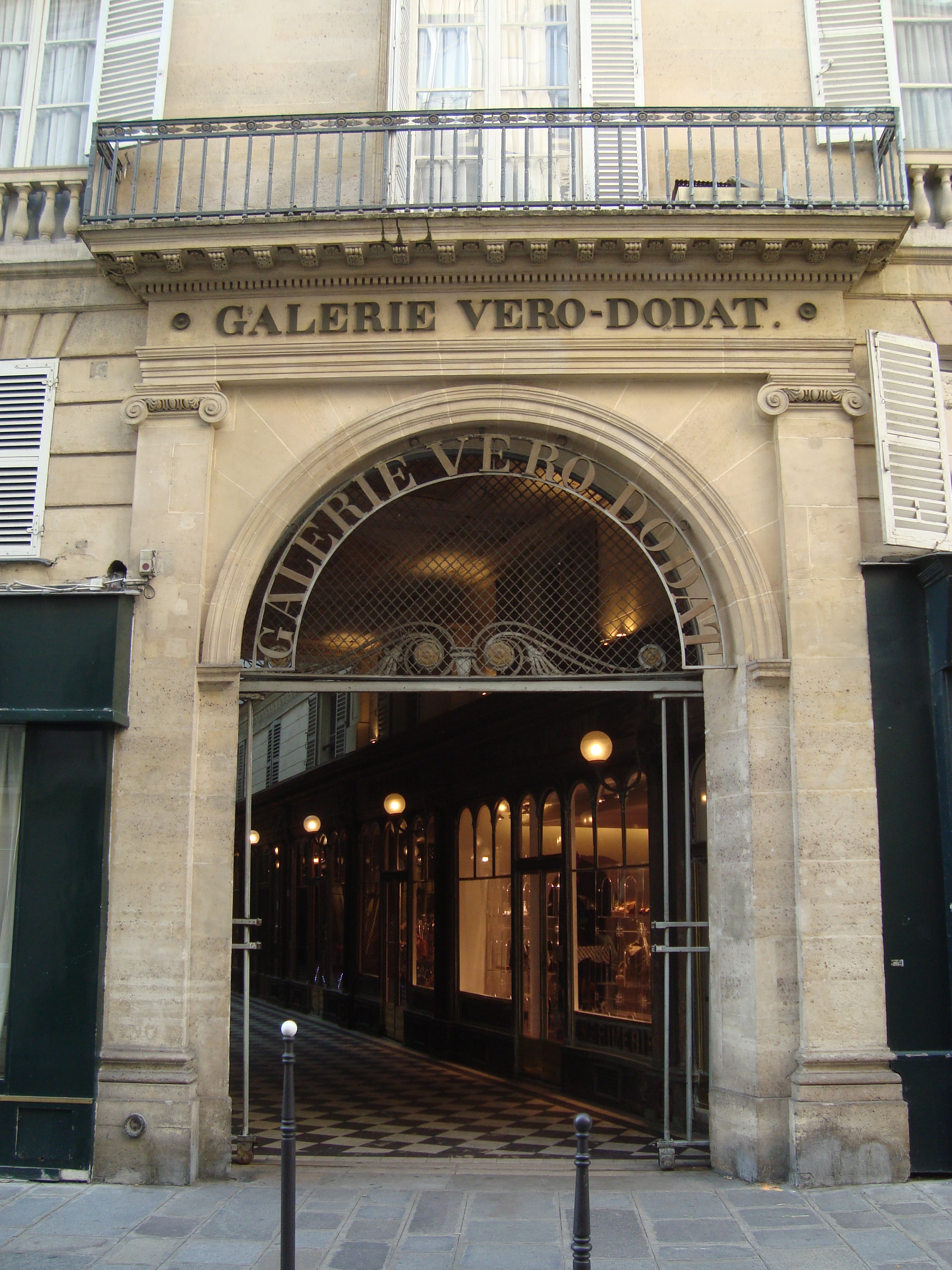
Entrée de la galerie sur la rue du Bouloi.

La réalisation de ce passage est caractéristique des opérations immobilières spéculatives de la Restauration. En 1826, deux investisseurs, le charcutier Benoît Véro et le financier Dodat, firent édifier ce passage entre les rues du Bouloi et Jean-Jacques-Rousseau, entre le Palais-Royal et les Halles. Il offrait un raccourci plaisant entre ces deux lieux alors très fréquentés et fut rapidement adopté par le public (la rue du Colonel-Driant ne fut percée qu'en 1915).
De style néoclassique, la galerie Véro-Dodat doit son animation et sa réputation à la présence des Messageries Laffitte et Caillard qui occupaient l'ancien siège de la Ferme générale, rue du Bouloi, et dont l'une des entrées donnaient sur la rue Jean-Jacques-Rousseau. Les voyageurs qui attendaient leurs diligences allaient flâner parmi les magasins à la mode et contribuèrent pour une large part au succès de ce passage. Le marchand d'estampes Aubert, éditeur du Charivari et de La Caricature, s'y installa également, coté rue du Bouloi (à gauche de l'entrée), et y exposa les plus célèbres caricaturistes de l'époque.
Le Second Empire et la disparition des Messageries amorcèrent le déclin de la galerie. Relativement boudée aujourd'hui, la galerie Véro-Dodat est pourtant une des plus charmantes de Paris et possède plusieurs attraits outre son architecture élégante, dont des galeries d'art contemporain ou des boutiques anciennes de décoration ou d'ameublement.
La galerie Véro-Dodat fait l'objet d'une inscription au titre des monuments historiques depuis le 9 juin 1965. La proposition de son classement obtient l'accord de la commission supérieure des monuments historiques le 18 mai 1998, mais le syndicat de copropriété refusera cette option. La galerie a été entièrement restaurée en 1997.
Avec la galerie Vivienne, c’est le passage couvert qui accueille le plus de commerces luxueux.

## Lieux de mémoire
- No 15 : ancien siège français des éditions Franco Maria Ricci (fermée en 2015).
- No 23 : appartement occupé par la tragédienne Rachel de 1838 à 1842. Elle semble avoir vécu également dans le passage des Panoramas aux mêmes dates (1838 à 1842)[Note 1], [6].
- No 24/26 : de 1966 à 2004, boutique du brocanteur Robert Capia, grand collectionneur, restaurateur et marchand de poupées anciennes.
- No 31 : le marchand d'estampes Aubert vend ici La Caricature, à partir de 1830.

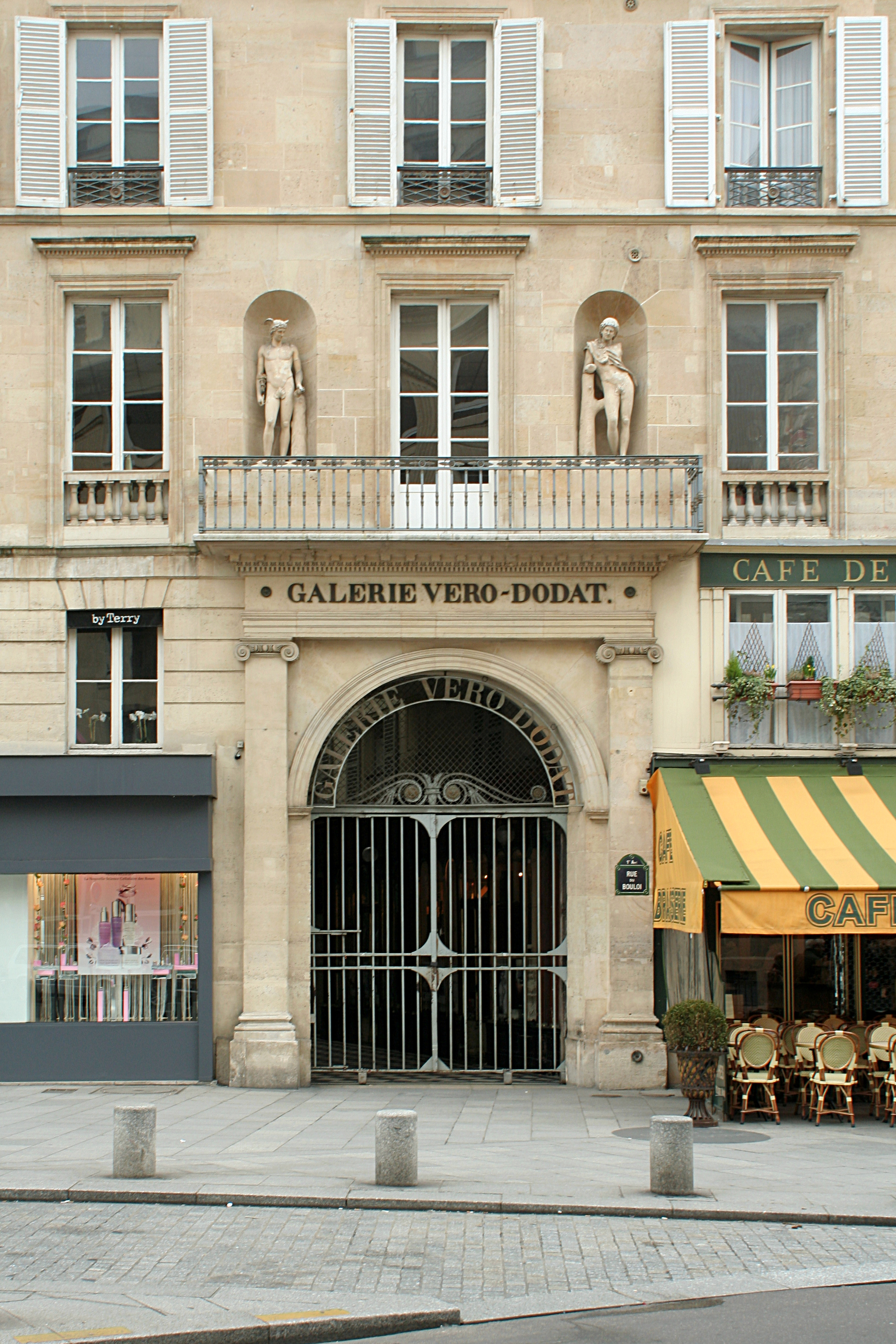
Entrée rue du Bouloi.
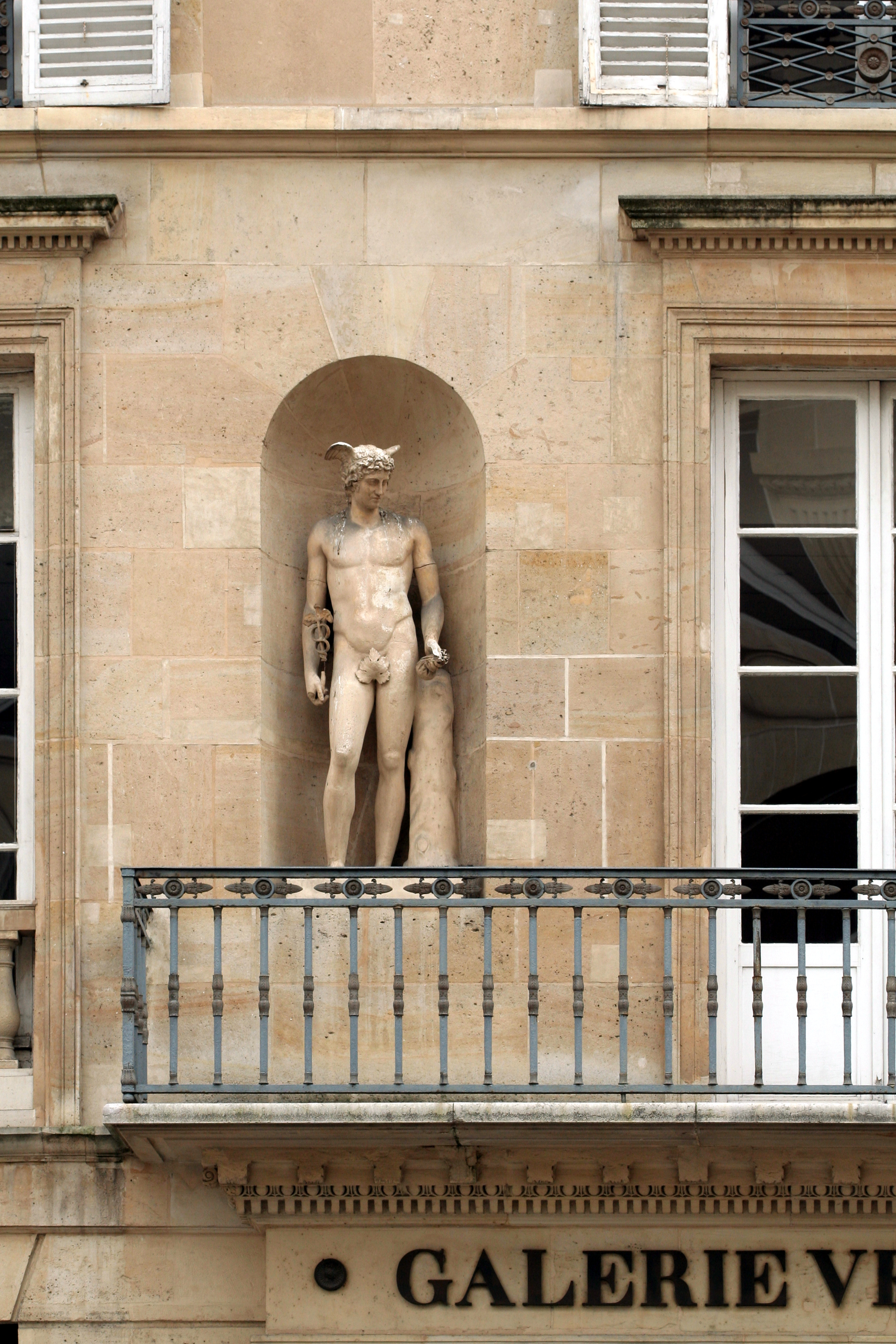
Statue d'Hermès.
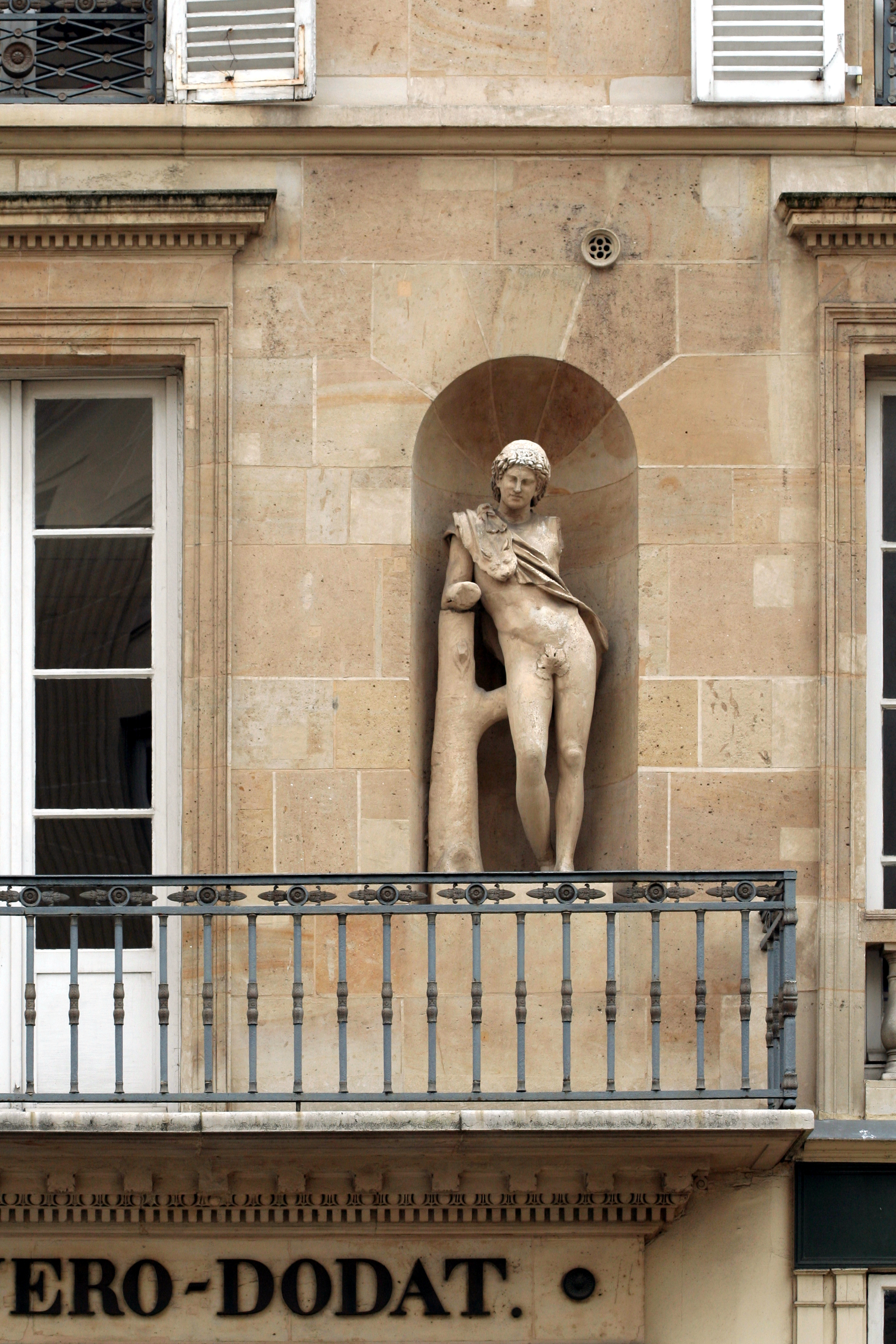
Statue du Satyre au repos.

## Pour approfondir